# UFC 286
UFC 286: Edwards vs. Usman 3 fue un evento de artes marciales mixtas producido por Ultimate Fighting Championship que tuvo lugar el 18 de marzo de 2023 en el The O2 Arena en Londres, Inglaterra.

## Antecedentes
El combate de trilogía por el Campeonato del Peso Wélter de la UFC entre el actual campeón Leon Edwards y Kamaru Usman encabezó el evento. Ambos se enfrentaron por primera vez en UFC on Fox: dos Anjos vs. Cerrone 2 en diciembre de 2015, donde Usman ganó por decisión unánime. Su segundo encuentro tuvo lugar en UFC 278 en agosto de 2022, donde Edwards ganó el título por KO en el quinto asalto. Colby Covington sirvió como respaldo y potencial reemplazo para este combate.
Se esperaba un combate de peso ligero entre Michał Figlak y Chris Duncan para este evento. Sin embargo, Figlak se vio obligado a retirarse del evento alegando una lesión y fue sustituido por Omar Morales.
Se esperaba un combate de peso pluma entre Nathaniel Wood y Lerone Murphy para este evento. Sin embargo, Wood se vio obligado a retirarse del evento debido a una lesión en la pierna. Fue sustituido por Gabriel Santos.
Se esperaba un combate de peso wélter entre Gunnar Nelson y Daniel Rodriguez para este evento. Sin embargo, Rodriguez se retiró por motivos no revelados y fue sustituido por Bryan Barberena.
También en el pesaje, Malcolm Gordon pesó 129.5 libras, tres libras y media por encima del límite de peso mosca. El combate se celebró en el peso acordado y se le impuso una multa del 30% de su bolsa, que fue a parar a su oponente Jake Hadley.
Durante la retransmisión del evento, el ex Campeón de Peso Medio de la UFC Anderson Silva fue anunciado como el próximo "ala pionera" (ya que su carrera comenzó antes de la implantación de las Reglas Unificadas de las MMA) del Salón de la Fama de la UFC. Silva sigue ostentando el récord de mayor reinado en el campeonato (2457 días) en la historia de la UFC y la mayor racha de victorias (16) en la historia de la organización.

## Resultados
1. ↑  Por el Campeonato de Peso Wélter de la UFC.
2. ↑  A Herbert se le descontó 1 punto en el tercer asalto debido a múltiples golpes en la ingle.

## Premios de bonificación
Los siguientes luchadores recibieron bonificaciones de $50.000 dólares.
- Pelea de la Noche: Justin Gaethje vs. Rafael Fiziev
- Actuación de la Noche: Gunnar Nelson y Jake Hadley